# Wang Shuo
Wang Shuo (xinès simplificat: 王朔) (Nanquín, 1958) és un escriptor i guionista de cine i televisió xinès. La seva obra ha estat etiquetada com a “literatura hooligan” (pizi wenxue 痞子 文学), utilitzant un llenguatge del carrer, i amb una part important de les seves obres que se situen a Pequín, fet que també el defineix com un representant de l'Escola de Pequín conjuntament amb Deng Youmei 邓友梅, Chen Jiangong 陈建功 i Liu Xinwu 刘心武.

## Biografia
Wang Shuo (王朔) va néixer el 23 d'agost de 1958 a Nanquín (província de Jiangsu), en una família d'origen manxú que s'havia establert a Liaoning. Tot i això, va créixer als suburbis de Pequín. El seu pare era professor de l'escola de l'exercit i la seva mare metgessa. Va créixer jugant al pati de l'exèrcit a Pequín. Quan va començar la Revolució Cultural, Wang Shuo feia el segon any de primària i el seu pare denunciat com policia de l'ex-govern del KMT va ser obligat a l'exili a una zona rural.
Va tenir una adolescència de "jove hooligan", barrejat amb tot tipus de baralles i acabant a la presó. Es va llicenciar a la universitat el 1976 i va ingressar a la Marina com a assistent mèdic. Va tornar a Pequín el 1980 on va sobreviure fent feines diverses, en particular, durant uns quants anys, com a venedor en un majorista de drogues i productes mèdics.

### Carrera literària
Va començar a escriure el 1978 mentre encara era a la Marina. El seu primer relat breu "Waiting" (Dengdai 等待) es va publicar a finals de l'any a la revista literària "Army Liberation Army (解放军 文艺). El 1984 va escriure la seva primera novel·la "Stewardess" (空中小姐).
La fama literària de Wang Shuo va arribar molt més tard que la seva fama cinematogràfica. Va ser el món cinematogràfic que va descobrir Wang Shuo i el va fer famós, especialment a partir de l'any 1988. La seva obra fou durament criticada com a "pizi wenxue" 痞子 文学 (literatura hooligan). Es va convertir en un estil literari únic, que va influir molt entre els escriptors nascuts als anys seixanta i sorgits als noranta.
Una altra fita en la popularitat de Wang, va arribar el 1999, quan l'1 de novembre, va publicar un article al diari on criticava les històries d'arts marcials de l'escriptor Jin Yong. Això va provocar un furor a tot el país. Els fans, crítics i estudiosos universitaris de Jin Yong es van unir a la discussió; alguns d'ells estaven al costat de Jin Yong, i d'altres van passar al costat de Wang Shuo. Des de llavors, Wang Shuo ha publicat una sèrie d'articles crítics sobre diverses figures de l'àmbit cultural xinès, entre ells Lu Xun, Lao She i Zhang Yimou.
Després d'uns quants anys de silenci, va tornar al capdavant de l'escenari literari el 2007, amb tres publicacions, entre les quals hi havia un "Nou diari d'un boig" (新 狂人日记) que fa referència a les obres de Lu Xun. Es va convertir en habitual en programes de tertúlia a la televisió i una figura destacada als mitjans de comunicació, incloses noves revistes literàries, i és un dels pocs escriptors professionals que no reben suport de l'Estat.

#### Obres destacades
- 1984:Stewardess (空中小姐)
- 1986: Hot and Cold, Measure for Measure (一半是火焰，一半是海水)
- 1987: Masters of Mischief, or The Operators (顽主)
- 1988: Samsara (轮回)
- 1989: Please Don't Call Me Human (Qianwan Bie Wo Dang Ren)(千万别把我当人) Amb dues traduccions al castellà[5][6]
- 1991: No Regrets About Youth (青春无悔)
- 1993: The Vanished Woman (消失的女人)
- 1994: Gone Forever with My Love (永失我)
- 2008: A Conversation With Our Daughter (和我们的女儿谈话)
- Algunes de les seves obres tenen un contingut semi-biogràfic:[1]
  - Playing for Thrills (Wan de jiushi xintiao《玩儿的就是心跳》 (1989), Wild animals (Dongwu xiongmeng 动物从凶猛 的 1991, Boss Xu (许爷,1992) i It Looks Beautiful (kan shangqu hen mei 看 上去很美 的 (1999).

### Guionista de cine i televisió
Wang Shuo ha mantingut una gran activitat relacionada amb el cine i la televisió. Ha escrit guions de pel·lícules amb molt èxit, series de televisió i també ha dirigit la seva pròpia pel·lícula, Father (爸爸) (2000), basada en la seva novel·la Wo shi ni baba (我是你爸爸).
Amb el seu amic, el director de cinema Feng Xiaogang va crear la productora “Good Dream TV and Film”, però l'any 1997 el boicot de la censura va obligar a tancar-la.
Amb Feng va col·laborar en èxits com "The Dream Factory" (甲方 已方 jia fang yi fang (1997) adaptació del conte de Wang “Yu are Not a Common Person” que era un “remake” de "The Troubleshooters" (顽主) de l'any 1988 que havia dirigit Mi Jiashan.
Altres obres adaptades al cinema han estat:
- Samsara (轮回) dirigida per Huang Jianxin[4]
- Half Flam ,Half Brine dirigida per Gang Xia
- Deep Breath de Ye Daying
- In the Heat of the Sun (阳光灿烂的日子), basada en la novel·la Wild Beast i dirigida per Jiang Wen.[4]

La premsa especialitzada va considerar l'any 1988 com "l'any Wang Shuo", any que es van estrenar quatre cintes basades en obres seves i dirigides per quatre dels directors comercials més importants del moment.
A principis dels 90 va participar en la producció de dues series per la televisió, "Yearning" (Kewang 渴望) i "At the Editorial Office" (Bianjibu de gushi 编辑部 的 故事) amb una gran popularitat.